# Валентинијан III
Флавије Плацидије Валентинијан (лат. Flavius Placidus Valentinianus), познатији као Валентинијан III (2. јул 419 — 16. март 455), је био цар Западног римског царства (424—455). Рођен је 419. у Равени, као једини син Констанција III и Гале Плацидије, Теодосијеве ћерке. Као владар био је слаб и неомиљен. Па ипак, његова владавина спада у најзанимљивије епохе римске историје. За време ње унутрашње слабости царства и његова трулост достигле су, како се чини, свој врхунац. Царство се постепено гасило пред варварским најездама, које су узеле нарочитог маха у овом периоду. С времена на време, слику овог жалосног периода осветљавао је сјај ратничког духа старог Рима. 
Може се слободно рећи да Валентинијан током 30 година, колико је столовао на дискредитованом и обешчашћеном престолу, као да није ни владао. До 450. све конце у рукама је држала Плацидија, а после ње тај посао је обављао евнух Ираклије, један од оних злоћудних беспосличара који су се врзмали око престола пропадајућег царства.

## Прилике у царству уочи ступања малолетног цара на престо
По смрти западноримског цара Хонорија (августа 423), Јован, примицерије (први секретар), истакао је право на престо и затражио од источноримског цара Теодосија II да га подржи у његовим намерама. Пошто му је цар отказао наклоност, Јован је одаслао Аеција Хунима да од њих издејствује какву помоћ. У циљу да обезбеди подршку овог искусног војсковође, Јован га је уздигао у ранг куропалата. Са своје стране, Теодосије је на узурпатора послао Ардабурија и његовог сина Аспара на челу јаке војске. Међу њима су били Плацидија и њен малолетан син Валентинијан, који је по Теодосијевом налогу у Солуну уведен у звање цезара и верен за његову кћерку, Евдокију (рођ. 422). Валентинијану је тада било између пет и шест година. Године 425. Теодосије је изабран за конзула по једанаести пут, а за свог савладара је узео цезара Валентинијана. На Јованово запрепашћење, Аспар је приспео у Италију пре предвиђеног времена, запосевши Аквилеју. Међутим, његов отац није био те среће. Овај је пошао морским путем, али га је бура у Јадранском мору раздвојила од остатка флоте, па је са две галије допао заробљеништва и одведен узурпатору у Равену. С њим је Јован поступао љубазно, у нади да ће осигурати код њега неко пријатељство. Но, Ардабурије је искористио прилику и свом сину пренео инструкције како да приђе Равени. Аспара је на челу коњице спровео преко једне мочваре неки пастир, или, како Сократ наводи, сам анђео. И пошто су се по преласку нашли на месту где је капија била широм отворена, заузели су Равену без икаквих потешкоћа. Том приликом је и сам Јован заробљен и одведен у Аквилеју, где је неславно скончао живот на следећи начин. 
Пладицидија и млади Валентинијан тек што су приспели у Италију, када им је у Аквилеји приведен побеђени узурпатор. Место традиционалне поворке срама у којој би осуђени био изложен јавној порузи, одржано је ритуално злостављање у циркусној арени, где су Јована, у присуству младог Валентинијана, мучили и погубили.
Мало тога се зна о овом узурпатору, али је извесно да су црквени кругови били непријатељски расположени према њему, јер је, између осталог, приморао свештена лица да се потчине световном суду. 
У међувремену је на сцену приспео и Аеције с хунским контингентима, па је дошло до крвавог окршаја након чега је склопљен мир. Варвари су се повукли делимице на Аецијево мољакање, а делимице пошто им је исплаћена извесна сума, при чему је ово друго имало већи подстицај на њих. Аеције је помилован и уздигнут у звање комеса.

## Владавина
Иза прве мере донете у име малолетног цара Валентинијана стајала је његова мати Гала Плацидија, а тицало се свештенства: сва она права која су му одузета за време самовољне владавине узурпатора су сада враћена. Исти едикт ставио је како Јевреје тако и пагане ван закона и онемогућио им напредовање у војсци. Што се тиче манихејаца и осталих јеретика, с њима је решено тако што су протерани из градова. Плацидија је по свему судећи била ревносни присталица цркве. 
Дана 23. октобар 425. Валентинијан је примио од Теодосија царски пурпур и титулу августа. Вероватно да је том приликом и Плацидија проглашена за августу. У то време падају освајања готског краља Теодориха, који је запосео више места на рубу царства и опсео Арелату у Нарбонској Галији (данас Арл). Међутим, с обзиром да им је Аеције долазио у сусрет, варвари су одустали од своје намере, повукавши се уз осетне губитке. Идуће 426. Валентинијан се затекао у Риму, судећи по датуму из царских конституција, које су садржавале различите одредбе против проказивача (лат. delatores). Поред осталих питања, њихова сврха била је да заштите привилегије сенатора и магистрата. Неким конституцијама донетим ове године, али у Равени, за циљ је био да ојачају хришћанство: Јеврејима и Самарићанима било је забрањено да лише своју децу наследства уколико би ови прешли у хришћанство. 
Бонифације, комес Африке, својевремено је помогао Плацидију и њеног сина, одбивши да призна Јована за свог поглавара, за разлику од Аеција који је отворено стао на узурпаторову страну. Због тога је Бонифације приликом своје посете Риму примио дарове као израз Плацидијине захвалности. Међутим, приликом његовог повратка у Африку, Аеције, који је био љубоморан на њега, оптужио га је код Плацидије да тобоже намерава да се учини независним у својој провинцији и стога саветовао царицу да окуша његову верност тиме што ће га позвати да се појави пред њом. Истовремено је упозорио Бонифација да нипошто не излази пред царицу, рекавши му да се она уротила нешто против њега, у шта је овај и поверовао, те се у складу с тим није одазивао на њене позиве. Напослетку је царица била присиљена да предузме поход против њега, али је Бонифације позвао у помоћ Вандале из Шпаније и њиховог краља Гејзериха чиме је ситуација додатно усложњена. 
Аеције, који је од Бонифација направио непријатеља, био је у то време заузет борбама с Францима, које је напослетку и поразио 428. одузевши им сва она подручја на Рајни на којима су се претходно настанили. Идуће године учињен је командантом римских снага, у месту званом Феликс. Готе је поразио близу Арла заробивши им поглавицу Атаулфа, Јутунге у Рецији, а норичка племена која су се дигла на устанак је такође савладао. Аеције је уз себе на овим походима имао Авита, који је доцније постао цар. 
Године 431. Аеције је савладао је исте оне Винделике с којима су Тиберије и Друз ратовали у време Августа. 
Наредне 432. Аеције је изабран за конзула заједно са Валеријем. Но, исте године, по свему судећи док је Аеције боравио у Галији, Бонифације је опозван у Италију, пошто је Плацидија сазнала за Аецијеву подвалу, и узвишен у звање команданта свих снага. Почетком 430. Плацидија и Бонифације постали су свесни Аецивеје подмуклости, те су обуставили борбу. Затим је Бонифације са своје стране покушао да се реши варвара које је претходно звао да му изађу у сусрет. Неко време је излазио на крај с Вандалима у Хипону нумидијском, али је на крају, пошто је изгубио битку, био принуђен да се повуче се из Африке у Равену, где му је указана добродошлица. Чувши да је његов супраник унапређен, Аеције је сместа похитао у Италију. Двојица војсковођа решили су спор битком, у којој је Аеције поражен, а Бонифације смртно рањен копљем којим га хитнуо његов супарник. Аеције је пребегао Хунима у Панонију, али није потрајало дуго и он је помилован и враћен: било је исувише опасно држати таквог човека за непријатеља. 
Фебруара 435. Валентинијан је склопио мир са Гејзерихом. Међутим, у исто време избили су нови проблеми, овај пут у Галији. Багауђани, који се први пут јављају за време Диоклецијана, дигли су се на оружје због, како се чини, угњетавања које су трпили под гувернерима. Но, и овај пут је њихов покрет сузбијен, али не и у потпуности уништен. Да би их уништили, било је нужно да се отклони узрок који их је навео да се лате оружја, а он је лежао у невољама под којима су издисали, прекомерним порезима и свакојаким врстама тлачења. Њихове муке, које је забележио Салвијан, не разликују се умногоме од оних у којима се налазило француско сељаштво уочи Француске буржоаске револуције. Те године такође је забележена и победа Римљана, предвођених Аецијем, над Багауђанима на Рајни. 
Западно римско царство налазило се у незавидном положају: са свих страна је било окружено непријатељима. Готи, који су настањивали Аквитанију и пограничне области почев од 419, дигли су се 436. под Алариховим сином Теодорихом на оружје и опсели Нарбон, древну римску насеобину у југоисточној Галији. Варвари су неко време држали град под опсадом, а онда су се повукли, пошто су опседнутом граду пристигле као појачање помоћне хунске контингенте предвођене комесом Литоријем. У ово време, западни део Медитерана и атлантска обала су се налазили на удару пирата, међу којима је било и Саксонаца.
Дана 21. октобра 437, Валентинијан, коме је тада било осамнаест година, дошао је у Константинопољ да прослави своје венчање с Евдокијом, Теодосијевом кћерком, која је верена за њега још 424. Свом тасту је предао западни Илирик, који је претходно Плацидија обећала источноримском цару. Пошто је у Солуну провео зиму са невестом, у Равену се вратио идуће године. У браку са Евдокијом, Валентинијан је имао две кћерке, Евдоксију и Плацидију. 
Године 439. рат с Готима је и даље трајао. Одбивши мировне преговоре, Литорије је опсео Теодориха у Тулузу. Заденута је битка у којој је Литорије поражен и допао заробљеништва; као заробљеник, спроведен је у град који је намеравао да освоји. И поред тог успеха, Теодорих је закључио мир с Аецијем, који је претио да ће осујетити даља готска освајања. 
Западно римско царство постепено је губило поседе ван Италије. Мериду у Шпанији заузео је Ричила, краљ Свева; противно мирновном споразуму из 435, Гејзерих је 9. октобра 439. изненада запосео Картагину. Падом овог града, који је био под Римљанима близу 600 година, уништена је римска превласт у великом делу северне Африке; Валентинијан је успео да задржи две провинције у Мауританији, као и неке друге делове. 
Судећи по датуму из више Новела, Валентинијан је током јануара и марта 440. био у Риму. У јуну исте године Гејзерих је на челу велике флоте испловио из Картагине, искрцао на Сицилији, коју је опустошио, и опсео Палермо. У том тренутку Аеције се налазио и даље у Галији, у којој је повратио мир, одакле се запутио за Италију. Отприлике у ово време је Салвијан написао своје дело De gubernatione Dei, у којем приказује како су Римљани својим гресима навукли на себе невоље од којих су патили. Прекомерно опорезивање и угњетавање имало је за последицу то да је Римљанима лакше пала потлаченост Францима, Хунима и Вандалима, под којима су уживали праву слободу и били лишени плаћања пореза, него привидну слободу под римском управом, чији изнуђивачки апарат је био неподношљив. Под варварима се налазио велики део Галије и још већи део Шпаније; Италија је претпела пустошење више пута, Рим се нашао опседнут, Сицилија и Сардинија су разорене, а Африку су држали Вандали. Како наводи Салвијан, у похараном Треву су, без обзира на то што се сав осећао на крв побијених, и даље истим жаром посећиване игре, које су одржаване на амфитеатру. 
Конституцијом од 20. фебруара 441, цар је донео пар прописа којима је по питању опорезивања изједначио имовину високих црквених достојанственика и оне од града Рима са свом осталом имовином. Такође, све клијенте је обавезао на обнову путева и градских зидина, као и на све остале намете. Идуће 442. Валентинијан је закључио мир с Вандалима, који су остали до даљег у Африци.
Године 446. Римљани су коначно напустили Британију. Скоти и Пикти су пустошили земљу, а Бритонци су призивали у помоћ Аеција који је тада био конзул. У Арморици је 448. избила побуна која је, међутим, убрзо угушена. 
Равена је била уобичајена царева резиденција. Међутим, Валентинијан је почетком 450. отишао у Рим са мајком и сестром. Конституцијом од 5. марта текуће године опростио је све оне таксе које нису исплаћене до 1. септембра 448; одатле се може закључити да народ није био у стању да их плаћа. Сардинија и Африка су биле изузете од таквог повлађивања. У поменутој конституцији цар иступа против изнуђивања својих поданика, што су радили његови повереници, послати у провинције са задатком да спрече остале да раде то исто; ови су се обогатили на рачун порезних обвезника и државне благајне. Прекомерно опорезивање је један од симптома трулости државног апарата и његовог неизбежног слома. 
Теодосије је преминуо 28. јула 450, а Маркијан га је наследио без претходне консултације с Валентинијаном ради формалног признања. Овај је, међутим, напослетку и признао устоличење свог савладара на Истоку. Исте године, управо уочи избијања непријатељства између Валентинијана и Атиле, краља Хуна, умрла је царева мати Плацидија (27. новембра). Исход овог рата је Атилин пораз недалеко од данашњег Шалона у Шампањи 451. 
Запад се налазио у жалосном стању: преплављен је варварима, који су донели за собом „гнусну јерес аријанаца која их је заразила“. Италија је наизглед била поштеђена овога, премда су је под називом конфедерата настањивали Готи, који су такође били аријанци. Визиготи, чија престоница се налазила у Тулузу, добили су новога краља у лику Теодориховог сина Турисмунда. Теодорих је пао у бици на Каталаунским пољима, борећи се на страни Римљана. 
На запрепашћење тамошњег живља, Атила је 452. упао у Италију. Аеције се сместа вратио у Италију. Он и цар су одаслали папу Лава да иска мир код Атиле. Пошто су разорили северну Италију, варвари су се повукли. Валентинијанова конституција из ове године је, како наводи ревносни католички писац, „срамотан закон и, све узев, недостојан хришћанског владара“, јер тврди да закон не дозвољава епископима и свештенству да се мешају у световне ствари и дозваљава им једино да се бави оним случајевима који се тичу вере. Такође забрањује свештенству да се бави трговином; а у случају да се оно тиме и бави, нису му признате никакве посебне повластице.
Моћ и утицај коју је Аеције имао, наилазили су код Валентинијана на завист и стрепњу, тим пре што је царево распложење у последње време зависило од мишљења евнуха Ираклија, вештог на сплеткама. Аеције је био исувише моћан да би био подређен једном таквом, такорећи, подлом господару; а није искључено да је веридба између његовог сина Гауденција и Валентинијанове кћери Еудоксије подстакла његове амбиције и издајничке намере. Гордост и охолост овог прекаљеног војсковође према свом господару изашле су на видело једном изјавом изреченом у непријатељском тону, да би потом, на Аецијеву иницијативу, следило измирење и уговор о склапању брака. Пада у очи да је чак и после ове несмотрене увреде Аеције имао довољно куражи да са преторијским префектом (епархом) Боетијем оде у цареву палату и да тражи од цара руку његове ћерке за свога сина. У наступу беса, Валентинијан је потегао свој мач и њиме посекао Аеција, кога су докрајчиле цареве слуге. Иста судбина задесила је и Боетија, Аецијевог пријатеља (454). Остале присталице овог последњег римског великана смакнуте су на исти начин: појединачно су позване у цареву палату, где им је приређен крвав дочек.
Непосредан повод Валентинијанове насилне смрти наводно је била увреда коју је цар нанео Петронију Максиму. Наиме, Максимова супруга, иначе пријатног изгледа, опирала се Валентинијановим наваљивањима на прељубу, али ју је цар лукавством довукао иза зидова своје палате. Тамо ју је присилио да му се преда силом. Повређен супруг решио се на превратнички чин. Придобио је за се неке људе из цареве послуге, који су претходно били у Аецијевој служби. Док се цар проводио на Марсовом пољу са својом свитом, двојица из те послуге су га заскочила; пошто су решили с Ираклијем, погубили су и цара без икаквог проблема: нико из пратње није пружао отпор.

## Породично стабло
|  |                       |  |  |  |  |  |  |  |  |  |  |  |  |  |  |  |
|  | 2. Констанције III    |  |  |  |  |  |  |  |  |  |  |  |  |  |  |  |
|  |                       |  |  |  |  |  |  |  |  |  |  |  |  |  |  |  |
|  |                       |  |  |  |  |  |  |  |  |  |  |  |  |  |  |  |
|  | 1. Валентинијан III   |  |  |  |  |  |  |  |  |  |  |  |  |  |  |  |
|  |                       |  |  |  |  |  |  |  |  |  |  |  |  |  |  |  |
|  |                       |  |  |  |  |  |  |  |  |  |  |  |  |  |  |  |
|  | 12. Count Theodosius  |  |  |  |  |  |  |  |  |  |  |  |  |  |  |  |
|  |                       |  |  |  |  |  |  |  |  |  |  |  |  |  |  |  |
|  |                       |  |  |  |  |  |  |  |  |  |  |  |  |  |  |  |
|  | 6. Теодосије I        |  |  |  |  |  |  |  |  |  |  |  |  |  |  |  |
|  |                       |  |  |  |  |  |  |  |  |  |  |  |  |  |  |  |
|  |                       |  |  |  |  |  |  |  |  |  |  |  |  |  |  |  |
|  | 13. Thermantia        |  |  |  |  |  |  |  |  |  |  |  |  |  |  |  |
|  |                       |  |  |  |  |  |  |  |  |  |  |  |  |  |  |  |
|  |                       |  |  |  |  |  |  |  |  |  |  |  |  |  |  |  |
|  | 3. Гала Плацидија     |  |  |  |  |  |  |  |  |  |  |  |  |  |  |  |
|  |                       |  |  |  |  |  |  |  |  |  |  |  |  |  |  |  |
|  |                       |  |  |  |  |  |  |  |  |  |  |  |  |  |  |  |
|  | 28. Gratian the Elder |  |  |  |  |  |  |  |  |  |  |  |  |  |  |  |
|  |                       |  |  |  |  |  |  |  |  |  |  |  |  |  |  |  |
|  |                       |  |  |  |  |  |  |  |  |  |  |  |  |  |  |  |
|  | 14. Валентинијан I    |  |  |  |  |  |  |  |  |  |  |  |  |  |  |  |
|  |                       |  |  |  |  |  |  |  |  |  |  |  |  |  |  |  |
|  |                       |  |  |  |  |  |  |  |  |  |  |  |  |  |  |  |
|  | 7. Galla              |  |  |  |  |  |  |  |  |  |  |  |  |  |  |  |
|  |                       |  |  |  |  |  |  |  |  |  |  |  |  |  |  |  |
|  |                       |  |  |  |  |  |  |  |  |  |  |  |  |  |  |  |
|  | 30. Justus            |  |  |  |  |  |  |  |  |  |  |  |  |  |  |  |
|  |                       |  |  |  |  |  |  |  |  |  |  |  |  |  |  |  |
|  |                       |  |  |  |  |  |  |  |  |  |  |  |  |  |  |  |
|  | 15. Justina           |  |  |  |  |  |  |  |  |  |  |  |  |  |  |  |
|  |                       |  |  |  |  |  |  |  |  |  |  |  |  |  |  |  |
|  |                       |  |  |  |  |  |  |  |  |  |  |  |  |  |  |  |